# Arno Makowsky
Arno Makowsky (* 16. April 1961 in München) ist ein deutscher Journalist und war bis Ende 2016 stellvertretender Chefredakteur des Berliner Tagesspiegels. Außerdem ist er als Dozent für Praktischen Journalismus tätig.

## Leben
Makowsky studierte Politik- und Kommunikationswissenschaften und absolvierte die Deutsche Journalistenschule in München. 1988 erlangte er seinen Abschluss als Diplom-Journalist.
Nach seiner Ausbildung war er Moderator eines Kinomagazins beim damals neu gegründeten Fernsehsender Pro Sieben. Zwischen 1991 und 2007 arbeitete Makowsky als Reporter und Kulturredakteur der Süddeutschen Zeitung. Außerdem war er Leiter des Münchner Lokalteils und Chef des Ressorts „Gesellschaft und Panorama“.
2008 wurde er Chefredakteur der Münchner Abendzeitung. Nach Übernahme der Zeitung 2014 durch einen Straubinger Verlag verließ Makowsky das Blatt. 2015 wechselte er zum Tagesspiegel nach Berlin, den er Ende 2016 verließ, um nach München zurückzukehren. Seitdem ist er als freier Journalist tätig.
Er ist verheiratet mit der SZ-Redakteurin Ulrike Heidenreich, getraut wurden sie vom späteren Münchner Oberbürgermeister Christian Ude.

## Auszeichnungen
- 1991 Herwig-Weber-Preis des Münchner Presseclubs
- 2000 Lokaljournalistenpreis der Konrad-Adenauer-Stiftung (mit der SZ-Lokalredaktion)
- 2008 Auszeichnung als „Chefredakteur des Jahres“ im Bereich Regionalzeitungen, verliehen vom Branchenblatt Medium Magazin.

## Werke
- 1996: Hausmann mit Tochter (Piper Verlag)
- 2001: Kleine Philosophie der Passionen: Kochen (dtv)
- 2004: Bekenntnisse eines Hobbykochs (dtv)